# Hermonassa bonza
Hermonassa bonza là một loài bướm đêm trong họ Noctuidae.